# Diplotomma venustum
Diplotomma venustum är en lavart som först beskrevs av Körb., och fick sitt nu gällande namn av Körb. Diplotomma venustum ingår i släktet Diplotomma och familjen Physciaceae.  Arten är reproducerande i Sverige. Inga underarter finns listade i Catalogue of Life.